# Czapla łupkowata
Czapla łupkowata (Egretta vinaceigula) – gatunek dużego ptaka z rodziny czaplowatych (Ardeidae), zamieszkujący południową część Afryki. Narażony na wyginięcie. Nie wyróżnia się podgatunków.

## Morfologia
WyglądCzarna, niewielka czapla. Osobniki dorosłe mają łupkowo-niebieski połysk. Z niewielkiej odległości widać białe podgardle i ciemnoczerwony przód szyi. Nogi zielonożółte. Osobniki młodociane bledsze.
Wymiary średniedługość ciała 43–60 cm
masa ciała 250–340 g

## Zasięg występowania
Występuje w północnej Botswanie, północno-wschodniej Namibii, północno-zachodnim Zimbabwe i w Zambii. Być może także w południowej Demokratycznej Republice Konga, wschodniej Angoli, Mozambiku i Malawi. Dawniej występowała również w Południowej Afryce. Najliczniejsza w delcie Okawango. Jest to ptak w większości osiadły, ale część populacji podejmuje niezbyt dalekie sezonowe wędrówki po terenach podmokłych, w zależności od opadów deszczu.

## Ekologia i zachowanie
BiotopMokradła i równiny zalewowe.
GniazdoNa drzewie lub krzewie, zazwyczaj na wysokości 1,5–2,0 m ponad lustrem wody, albo w trzcinach.
JajaLęgi wyprowadza nieregularnie, w zależności od wylewów rzek. W zniesieniu 2–4 błękitnawozielonych jaj o średnich wymiarach 42 x 31 mm i masie około 23 g.
Wysiadywanie, pisklętaJaja, składane w odstępach zazwyczaj jednodniowych, wysiadywane są od zniesienia pierwszego jaja przez okres 21–24 dni; nie jest pewne, czy wysiadują oboje rodzice. Pisklęta mogą opuszczać gniazdo już po około 7 dniach, jednak definitywnie czynią to w wieku około 40 dni.
PożywienieGłównie drobne ryby. Czasami zjada ważki i ich larwy, żaby i kijanki, a także ślimaki.

## Status
Międzynarodowa Unia Ochrony Przyrody (IUCN) od 1994 roku uznaje czaplę łupkowatą za gatunek narażony (VU – Vulnerable). Obecnie populację szacuje się na 3000–5000 osobników, a trend liczebności uznawany jest za spadkowy. Od momentu swojego odkrycia był to gatunek z niewyjaśnionych powodów nieliczny. Jako zagrożenie wymienia się głównie regulację rzek i intensyfikację rolnictwa, a także płoszenie przez ludzi.